# Rue de Siam (Paris)
Pour les articles homonymes, voir Rue de Siam (homonymie).
La rue de Siam est une voie du 16e arrondissement de Paris, en France.

## Situation et accès
La rue de Siam est une voie publique située dans le 16e arrondissement de Paris. Elle débute au croisement du 1, rue Edmond-About et du 13, rue Mignard et se termine au 43, rue de la Pompe.
Le quartier est desservi par la ligne C du RER, à la gare de l'avenue Henri-Martin et par la ligne 9 à la station Rue de la Pompe.

## Origine du nom
Elle porte ce nom car l'ambassade de Siam, ancien nom de la Thaïlande jusqu'en 1939, était située le long de cette voie dès son aménagement, en 1884,.

## Historique
Cette voie ouverte en 1884 prend sa dénomination actuelle par un arrêté du préfet de la Seine Eugène Poubelle en date du 27 février 1886. L'ouverture de cette voie a conduit à la démolition d'un hôtel particulier de la rue de la Pompe où avait résidé Emmanuel de Las Cases de 1825 à sa mort en 1842, puis Charles de Bourbon, dit Don Carlos, de 1877 à 1881.

## Bâtiments remarquables et lieux de mémoire
- No 6 : immeuble de 1885 construit par l'architecte Fernand Delmas, signé en façade.
- No 8 : l'orientaliste Henri Cordier y a vécu.
- No 13 : l'écrivain anglais George Gissing y habitait en 1900 ; une plaque commémorative lui rend hommage.

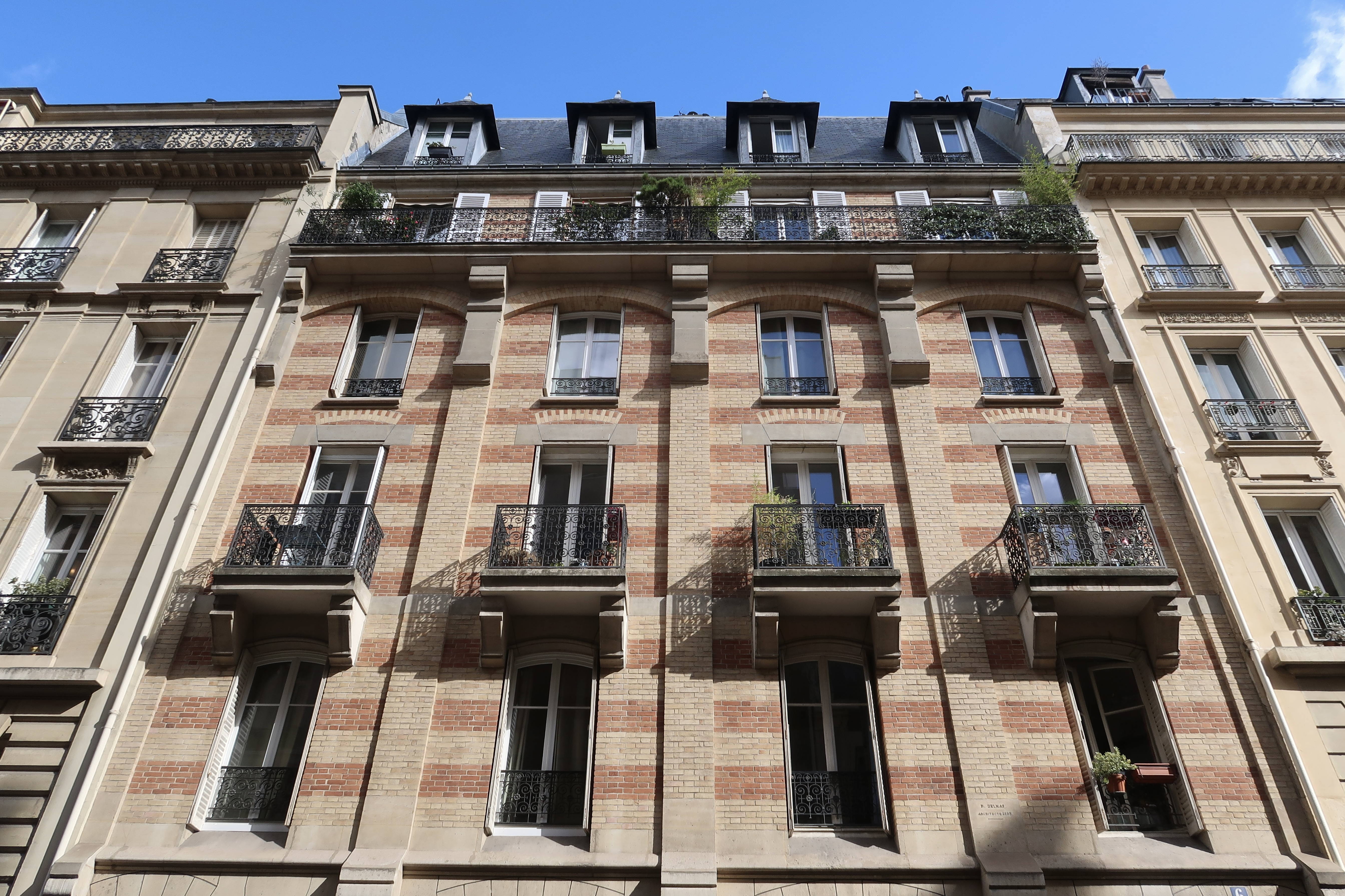
No 6.
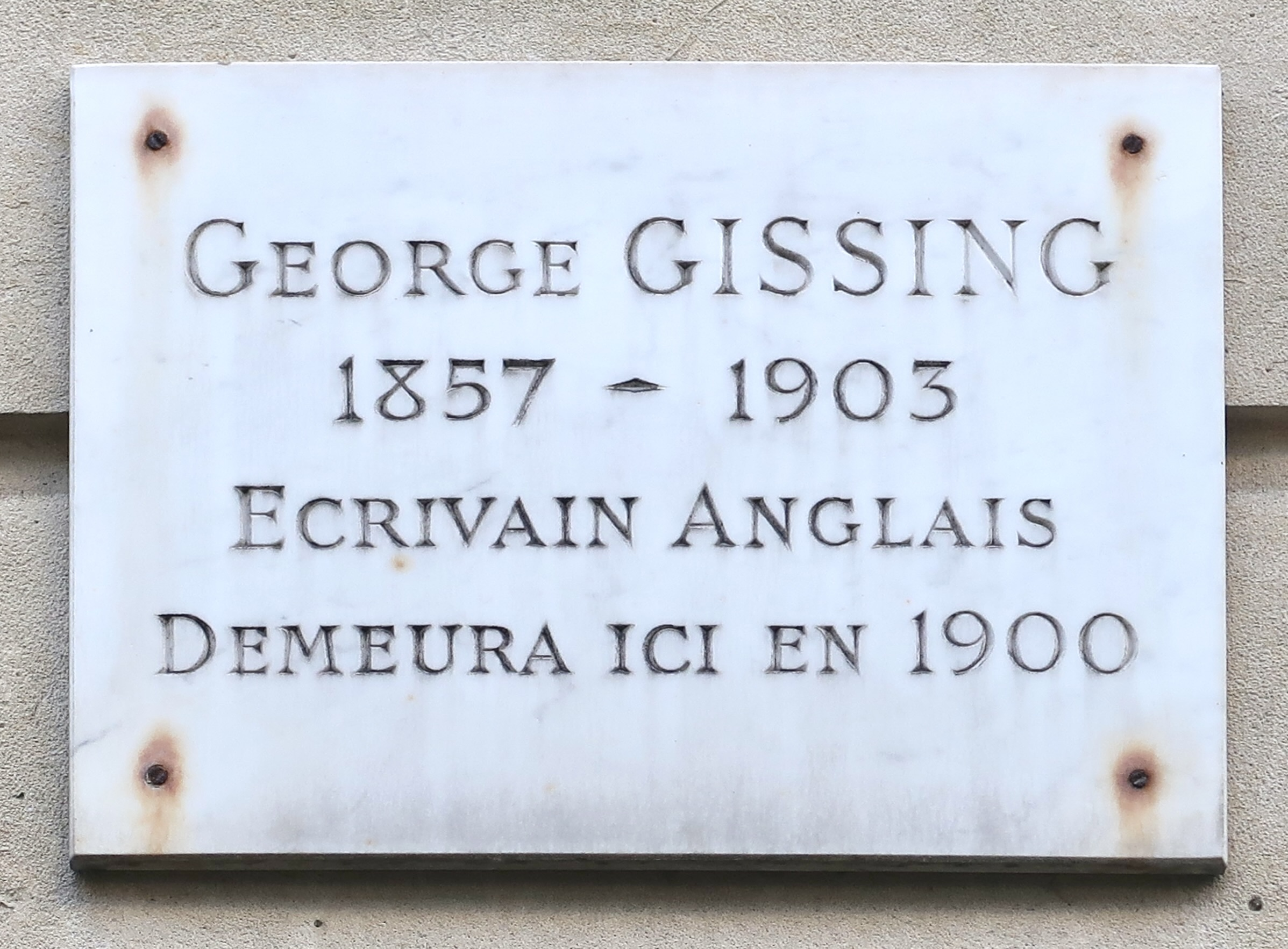
Plaque au no 13.